# Savália
Savália är en ort i Grekland.   Den ligger i prefekturen Nomós Ileías och regionen Västra Grekland, i den södra delen av landet, 210 km väster om huvudstaden Aten. Savália ligger 14 meter över havet och antalet invånare är 1 339.
Terrängen runt Savália är platt. En vik av havet är nära Savália åt sydväst. Runt Savália är det ganska tätbefolkat, med 116 invånare per kvadratkilometer. Närmaste större samhälle är Gastoúni, 5,0 km nordväst om Savália. Trakten runt Savália består till största delen av jordbruksmark.